# Savannosiphon
Savannosiphon é um género monotípico de plantas com flor pertencente à família Iridaceae.